# Automóvil Club de El Salvador
Der Automóvil Club de El Salvador (ACES) (deutsch: Automobilclub El Salvador) ist der nationale Automobilclub und Motorsportverband in El Salvador. Der Verband ist eine Non-Profit-Organisation und nimmt die Interessen des Kraftfahrwesens und des Motorsports wahr. Der Hauptsitz ist in San Salvador.

## Geschichte
Im Jahr 1968 wurde der Automobilsportverband Asociación Deportiva automovilística (ADA) gegründet. Um den Verband zu internationalisieren, wurde im Jahr 1971 der Automobilclub von El Salvador (ACES) gegründet, der auch die Pionierarbeit in Mittelamerika übernahm. 1972 schloss sich der ACES dem Internationalen Automobilverband FIA sowie der Federación Interamericana de Automóvil Clubes (FITAC) mit Sitz in Buenos Aires an.

## Dienstleistungen
Derzeit hat der ACES über 60.000 Mitglieder und bietet Dienstleistungen wie Abschleppdienst, Versicherungen, Benzinrabatte, Fahrsicherheitstrainings und Verkehrsschulung für Schulkinder an. Der ACES betreibt Fahrschulen und stellt den internationalen Führerschein aus.
Die Abschleppdienste sind landesweit verfügbar, zusätzlich werden in den Stadtgebieten von San Salvador, San Miquel und Santa Ana Pannendienste angeboten.

### GPS-Zentrale
Eine Pannenhilfe für Fuhrunternehmen wird durch einen landesweiten GPS-Service gesteuert. Die ACES-Seguridad-GPS-Zentrale überwacht ganzjährig im 24-Stunden-Dienst die Standorte und die Bewegungen der Fahrzeuge und ist zugleich eine Sicherheitseinrichtung gegen Diebstähle der Fahrzeuge und Frachtgüter für die Logistikunternehmen.

## Motorsport
Der ACES ist an der Rennstrecke Autódromo Internacional El Jabali beteiligt und Veranstalter nationaler und internationaler Motorsport-Veranstaltungen.